# خاویر لوئیسینت
خاویر لوئیسینت (انگلیسی: Xavier Luissint؛ زادهٔ ۱۳ ژانویهٔ ۱۹۸۴) بازیکن فوتبال اهل فرانسه است.
از باشگاه‌هایی که در آن بازی کرده‌است می‌توان به باشگاه فوتبال سن-اتین، باشگاه فوتبال اوستنده، و باشگاه فوتبال سرکل بروژ اشاره کرد.